# Aglaeactis
Aglaeactis là một chi chim trong họ Chim ruồi.

## Các loài
- Aglaeactis aliciae
- Aglaeactis castelnaudii
- Aglaeactis cupripennis
- Aglaeactis pamela